# Berganty
 Berganty  (en occitano Bergantin) es una población y comuna francesa, situada en la región de Mediodía-Pirineos, departamento de Lot, en el distrito de Cahors y cantón de Saint-Géry.

## Demografía
| 123 | 98 | 127 | 112 | 74 | 92 |
| Para los censos de 1962 a 1999 la población legal corresponde a la población sin duplicidades (Fuente: INSEE [Consultar]) |    |     |     |    |    |